# Amanita citrina
La tignosa paglierina, agarico citrino o amanita citrina (Amanita citrina, sin. Amanita mappa Pers., 1797) è un fungo appartenente alla famiglia Amanitaceae, molto comune ma di scarsa qualità dal punto di vista gastronomico per via dell'odore rafanoide e del sapore poco gradevole, oltre ad essere stato dimostrato di tossicità incostante (in dipendenza dal soggetto può causare sindromi a breve latenza). Inoltre, si è a volte rivelato facilmente confondibile con amanite mortali (es. Amanita phalloides). Per quanto innanzi esposto, il consumo di questa specie viene vivamente sconsigliato.

## Etimologia
Il nome deriva dal latino citrus, del limone, per il colore giallo del cappello.

## Descrizione della specie

### Cappello
Ha la superficie di color giallo-verdognolo o citrino (bianco o bianco-sporco nella sua f.ma Alba), con verruche bianche disposte a circoli concentrici, più appressate al centro, talvolta mancanti (se staccate da eventi atmosferici o altro).

### Lamelle
Fitte, di colore bianco, libere al gambo, con lamellule.

### Gambo
Cilindrico, di colore da bianco a bianco-giallino, alto 9–15 cm.

### Anello
Bianco o giallino, nella parte alta dello stipite.

### Volva
Bianca, circoncisa, aderente alla base bulbosa.

### Carne
Bianca immutabile.
- Odore: di radici o "rafanoide".
- Sapore: sgradevole, mediocre.  Ciononostante non mancano gli estimatori di questa specie.

### Caratteri microscopici
Spore
Ovali o ellissoidi, lisce, bianche in massa, amiloidi, 8-11 x 7-9 µm.

## Distribuzione e habitat
L'Amanita citrina è una specie gregaria, abbastanza frequente nei boschi di conifere e di latifoglie, e fruttifica in estate-autunno.

## Commestibilità
Sospetto.

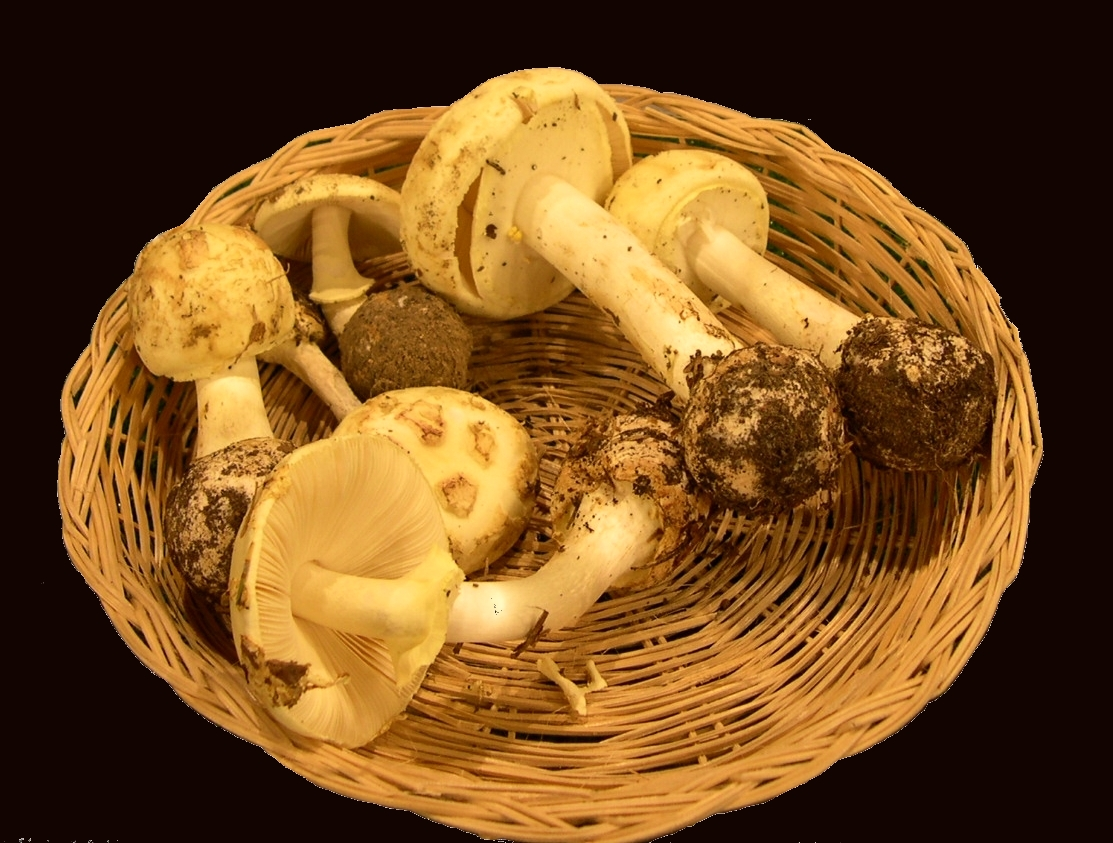
Amanita citrina in mostra

Considerato non commestibile, scadente, o senza valore alimentare, secondo voci non confermate sembra contenere tracce di amanitina, tossina tipica di A. phalloides e secondo alcuni gruppi micologici sembrerebbe dimostrato che detta specie può provocare disturbi gastrointestinali; oltre a ciò può essere confuso con specie mortali come Amanita phalloides o Amanita verna per il colore citrino del cappello che può tendere anche al bianco nella varietà alba. In passato si credeva che questa amanita fosse mortale, ma i casi fatali si rivelarono poi da ascrivere a confusioni della stessa con amanite mortali.
Per i motivi sopra indicati si consiglia di scartare la specie in questione.

## Tassonomia

### Varietà
- Amanita citrina var. alba

### Sinonimi e binomi obsoleti
- Agaricus bulbosus Bull., Herb. Fr. 13: tab. 577 (1793)
- Agaricus citrinus Schaeff., Fung. bavar. palat. nasc. (Ratisbonae) 4: 11, t. 20 (1774)
- Agaricus citrinus Schaeff., Fung. bavar. palat. nasc. (Ratisbonae) 1: tab. 11 (1762)
- Agaricus citrinus Schaeff., Fung. bavar. palat. nasc. (Ratisbonae) 4: 11, t. 20 (1774) var. citrinus
- Agaricus mappa Batsch, Elench. fung. (Halle): 57 (1783)
- Agaricus mappa Willd., Fl. berol. prodr.: 381 (1787)
- Agaricus olivaceus Krombh., Naturgetr. Abbild. Beschr. Schwämme (Prague): tab. 68 (1845)
- Amanita bulbosa Pers., Syn. meth. fung. (Göttingen) 2: 250 (1801)
- Amanita bulbosa var. alba Pers., Traité sur les Champignons Comestibles (Paris): 179 (1818)
- Amanita bulbosa var. citrina (Pers.) Gillet, Hyménomycètes (Alençon): 36 (1874) [1878]
- Amanita bulbosa var. olivacea Gillet, Hyménomycètes (Alençon): 36 (1874) [1878]
- Amanita citrina f. carneifolia Quirin, J. Charb. & Bouchet, Fungi europ. (Alassio) 9: 806 (2004)
- Amanita citrina Pers., Tent. disp. meth. fung. (Lipsiae): 70 (1797) f. citrina
- Amanita citrina f. crassior F. Massart & Rouzeau, Docums Mycol. 29(no. 114): 28 (1999)
- Amanita citrina f. glabra A.G. Parrot, Amanites du Sud-Ouest de la France: 80 (1960)
- Amanita citrina f. grisea Hongo, J. Jap. Bot. 33: 346 (1958)
- Amanita citrina f. lavendula (Coker) Veselý, Annls mycol. 31(4): 239 (1933)
- Amanita citrina var. alba (Gillet) Rea, Brit. basidiomyc. (Cambridge): 100 (1922)
- Amanita citrina var. brunneoverrucosa Lécuru, Bull. Soc. Mycol. N. France 85-86(1-2): 75 (2009)
- Amanita citrina Pers., Tent. disp. meth. fung. (Lipsiae): 70 (1797) var. citrina
- Amanita citrina var. eucitrina Maire, Mém. Soc. Sci. Nat. Maroc. 45: 102 (1937)
- Amanita citrina var. gracilis A.G. Parrot, Bull. trimest. Soc. mycol. Fr. 81(4): 657 (1966) [1965]
- Amanita citrina var. grisea (Hongo) Hongo, Mem. Fac. lib. Arts Educ. Shiga Univ., Nat. Sci. 9: 71 (1959)
- Amanita citrina var. intermedia Neville, Poumarat & Hermitte, in Neville & Poumarat, Fungi europ. (Alassio) 9: 808 (2004)
- Amanita citrina var. lavendula (Coker) Sartory & Maire, Compendium Hymenomycetum, Amanita. Fascicle: 25 (1922)
- Amanita citrina var. mappa (Batsch) Pers., Syn. meth. fung. (Göttingen) 2: 251 (1801)
- Amanita citrina var. mappalis Gray [as ß], Nat. Arr. Brit. Pl. (London) 1: 599 (1821)
- Amanita citrina var. vulgaris Alb. & Schwein., Consp. fung. (Leipzig): 143 (1805)
- Amanita mappa (Batsch) Bertill., in Dechambre, Dict. Encyclop. Sci. Medic. 13: 500 (1866)
- Amanita mappa var. alba (Gillet) Rea, Brit. basidiomyc. (Cambridge): 100 (1922)
- Amanita mappa var. citrina (Pers.) Rea, Brit. basidiomyc. (Cambridge): 100 (1922)
- Amanita mappa var. lavendula Coker, J. Elisha Mitchell scient. Soc. 33(1-2): 1-88 (1917)
- Amanita mappa (Batsch) Bertill., in Dechambre, Dict. Encyclop. Sci. Medic. 13: 500 (1866) var. mappa
- Amanita mappa var. tenuipes (Murrill) Murrill, Lloydia 11: 105 (1948)
- Amanita porphyria var. lavendula (Coker) L. Krieg., Mycologia 19(6): 309 (1927)
- Amanita venenosa var. alba Gillet, Hyménomycètes (Alençon): 44 (1874) [1878]
- Amanita virosa f. alba (Gillet) Courtec., Clé de determination macroscopique des champignons superieurs des regions du Nord de la France (Roubaix): 183 (1986)
- Amanitina citrina (Pers.) E.-J. Gilbert, in Bresadola, Iconogr. Mycol. 27(Suppl. 1): 78 (1941)
- Amanitina citrina (Pers.) E.-J. Gilbert, in Bresadola, Iconogr. Mycol. 27(Suppl. 1): 78 (1941) f. citrina
- Amanitina citrina f. glabra A.G. Parrot, Bull. trimest. Soc. mycol. Fr. 81(4): 657 (1966) [1965]
- Amanitina citrina var. alba (Gillet) E.-J. Gilbert, in Bresadola, Iconogr. Mycol. 27(Suppl. 1): 78 (1941)
- Amanitina citrina (Pers.) E.-J. Gilbert, in Bresadola, Iconogr. Mycol. 27(Suppl. 1): 78 (1941) var. citrina
- Amanitina citrina var. gracilis A.G. Parrot, Bull. trimest. Soc. mycol. Fr. 81(4): 657 (1966) [1965]
- Venenarius mappa (Batsch) Murrill, (1948)
- Venenarius mappa (Batsch) Murrill, (1948) var. mappa
- Venenarius mappa var. tenuipes Murrill, Lloydia 11: 104 (1948)[2]

### Specie simili
- Amanita phalloides (velenoso mortale), se A. citrina non presenta verruche. In tal caso l'odore rafanoide nella citrina e la diversa base del gambo dovrebbero essere elementi certi per distinguere le due specie con ragionevole certezza.
- A volte con Amanita virosa (velenoso mortale), molto simile anche alla varietà alba di A. citrina, distinguibile come al punto precedente.